# Scamandro (Pirandello)
Scamandro è una commedia di Luigi Pirandello, scritta presumibilmente nel 1898 e pubblicata nel 1906, che fu rappresentata per la prima volta il 19 febbraio 1928 a Firenze nel Teatro dell'Accademia dei Fidenti ad opera del "Gruppo Accademico".

## Storia dell'opera
Scamandro è, al pari del Laomache, una delle composizioni giovanili di Pirandello considerate dalla critica letteraria di trascurabile importanza.
Le due opere vennero pubblicate nel 1906; la prima delle due,  Scamandro, dovrebbe essere stato scritta nel 1898.
Scamandro, un'opera a metà tra l'idillio e la farsa di Plauto, racconta di un ateniese che mascherandosi come il dio del fiume Scamandro seduce una giovane troiana che accingendosi al matrimonio si era recata al fiume per celebrare un rito propiziatorio per i prossimi sponsali.
Tutto alla fine si risolverà per il meglio tra battute ardite e riferimenti salaci.
Sebbene questi temi classici mitologici si riscontrino nelle poesie del giovane Pirandello e siano molto lontani dalla sua produzione letteraria posteriore, tuttavia i due poemetti vennero pubblicati nuovamente negli anni venti, (Laomache nel 1928 e Scamandro nel 1929): segno evidente dell'intenzione di Pirandello che, volendo presentarsi nella nuova veste del "mitopoieta", l'autore di Lazzaro e de La nuova colonia, vuole avvalorare l'idea di un collegamento con il suo interesse originario per il mito che dalla sua giovinezza letteraria sarebbe giunto sino alla produzione più matura.(cfr. Simona Micali, op. cit. in bibliografia)

## Edizioni
- Luigi Pirandello, Maschere nude, a cura di Italo Borzi e Maria Argenziano, Newton Compton Editori, 2007